# Dialectometría

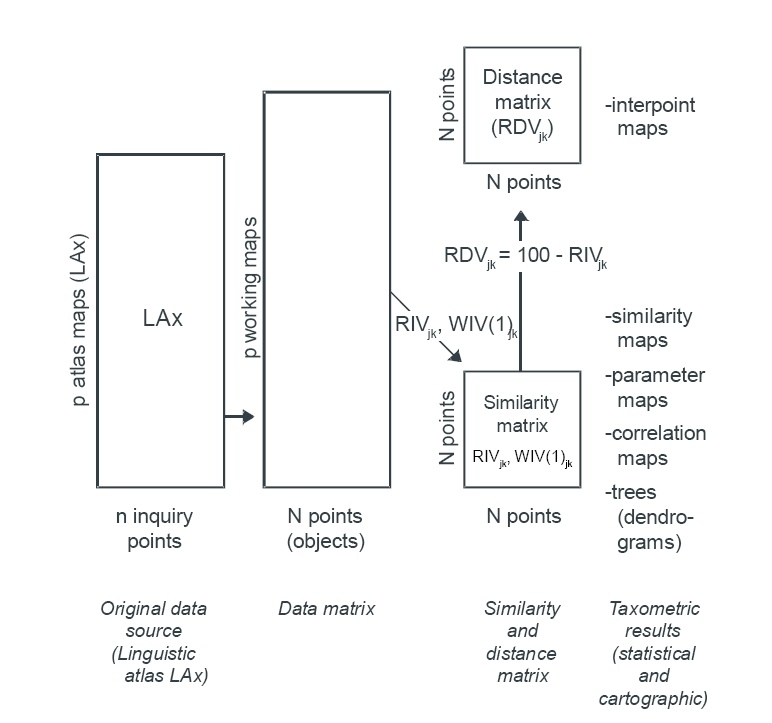
Diagrama de los métodos dialectométricos utilizados por la Escuela de Salzburgo

La dialectometría es una disciplina lingüística que se ocupa de descubrir estructuras de orden superior dentro de las redes lingüísticas en su proceso de expansión y extensión en el espacio geográfico.
Esta disciplina científica tiene como principio básico de su estudio la distribución regional de semejanzas dialectales, referentes a núcleos dialectales y zonas de transición, que vienen caracterizados por una mayor o menor variación dialectal entre sitios vecinos. Como base empírica de la investigación se utilizan los atlas lingüísticos, que nos ofrecen el perfil dialectal de un gran número de localidades documentado de manera minuciosa y generalmente cuidadosa.
La dialectometría utiliza varios procedimientos habituales en el ámbito de la clasificación numérica, para lograr abstraer de los datos que contienen los atlas lingüísticos las estructuras y modelos internos y básicos de las que son reflejo y expresión, y poder finalmente visualizarlos.
La dialectometría en ningún momento ha intentado sustituir el estudio tradicional de las áreas dialectales a partir de isoglosas; ofrece diferentes métodos de análisis que vienen a completar los resultados obtenidos con los métodos dialectológicos tradicionales.
La dialectometría es una disciplina relativamente nueva , sus inicios se remontan a los años setenta del siglo XX, que aún no ha sido aceptada, o comprendida, por todos los que se dedican a los estudios dialectológicos. Por otra parte la escuela dialectométrica de Salzburgo ha creado y está creando toda una metodología dialectométrica, resultado de la cual se han desarrollado aplicaciones de software como el VDM (Visual Dialectometry), que no sólo está teniendo cierta aceptación entre los dialectólogos, sino que también se está utilizando en el campo de la genética, la patronímica o escriptología.
En cuanto a las lenguas romances el método dialectométrico ha aplicado a las áreas lingüísticas del ladino (Hans Goebl), el occitano, el italiano, el francés (dialectometrización del ALF, Atlas Linguistique de la France), el gallego, etc. Con respecto al dominio catalán, conviene citar el trabajo de Enrique Guiter que hizo unos cuantos artículos usando la dialectometría para estudiar áreas lenguadocianas y provenzales a partir de los atlas lingüísticos .
Actualmente hay proyectos dialectométricos en marcha, por lo que respecta a los estudios dialectales de las lenguas de la Romanía occidental , sobre el italiano (dialectometrización completa del AIS, Sprach -und Sachatlas Italiens und der Südschweiz, o estudios dialectométricos especializados en los dialectos de la Toscana), el catalán (a partir de los datos contenidos en el ALDC - Atlas Lingüístico del Dominio catalán - que se está realizando en Salzburgo), o de los datos de "La flexión verbal en los dialectos catalanes", de A. M. Alcover y F. de B. Moll; ver los artículos de Clua y Polanco en el apartado de bibliografía especializada), etc. En el seno de la Universidad de Oviedo (Asturias) se ha puesto en marcha el proyecto ETLEN (estudio da Transición Lingüística na zona Eo-Navia), dirigido por el profesor Ramón de Andrés, que pretende someter a análisis dialectométrico la franja fronteriza entre las lenguas gallega y asturiana, mediante una exhaustiva encuesta preparada a sabiendas para este propósito. Fuera del ámbito de la estudios románicos hay proyectos dialectométricos actuales en las áreas del holandés, el inglés, el alemán, el árabe, el vasco, etc.

### Básica
- Séguy , J , 1973 , "La dialectométrie dans l' Atlas lingüística de la Gascuña " , Revue de Linguistique Romane , 37 , pp. 1-24 .

- Goebl, Hans . 1982. Dialektometrie ; Prinzipien und Method diciembre Einsatz der numerischen Taxonomie im Bereich der Dialektgeographie . Wien : Verlag der Ost. Akademie der Wissenschaften .

- Goebl, Hans  . 1984. Dialektometrische Studien anhand italoromanischer , rätoromanischer und galloromanischer Sprachmaterialien aves AIS und ALF . Bd.1 ( Bd.2 und 3 enthalten Karten und tabella ) . Tübingen : Max Niemeyer .

- Nerbonne , J. y Kretzschmar , W. , 2003 , " Introducing Computational Techniques in Dialectometry " ,  Computers and the Humanities  , vol. 37 , pp. 245-255 .

### Especializada
- Álvarez Blanco , R. / F. Dubert / X. Sousa , 2006, " Aplicación da análise dialectométrica aos datos do Atlas Lingüístico Galego " in R. Álvarez, F. Dubert e X. Sousa ( eds. ) : Lingua e territorio , Santiago de Compostela : Instituto da Lingua Galega - Consello da Cultura Galega , 461-493 .

- Andrés Díaz, Ramón d’ (dir.) / Fernando Álvarez-Balbuena García / Xosé Miguel Suárez Fernández / Miguel Rodríguez Monteavaro, 2017, Estudiu de la transición llingüística na zona Eo-Navia, Asturies (ETLEN). Atles llingüísticu dialectográficu - horiométricu - dialectométricu , Uviéu : Ediciones Trabe / Universidá d'Uviéu. Páginas: 1.088. ISBN: 978-84-8053-892-3.

- Aurrekoetxea , G. , 1992 , " Nafarroako Euskara : azterketa dialektometrikoa " , Utzaro 5, pp . 59-109 .

- Bauer , Roland . 2002-2003. Dolomitenladinische Ähnlichkeitsprofile aus dem Gadertal . Ein Werkstattbericht zur dialektometrischen Analyse diciembre ALD - I, in : Ladinia XXVI - XXVII , 209-250 .

- Bauer , Roland . 2003. Sguardo dialettometrico apoyo alcune zone di transizione dell'Italia norte - orientale ( lombardo vs . Trentino vs . Veneto ) , in : Parallel X. Sguardi reciprocidad . Vicende linguistiche e cultural dell'area italofona e germanófona . Atti del Decimo Incontro italo- austriaco dei lingüista, Bombi , Raffaella / Fusco , Fabiana ( Hrsg. ) , Udine : Forum Editrice , 93-119 .

- Bauer , Roland . 2004. Dialekte - Dialektmerkmale - dialektale Spannungen . Von "clicar" , " Störenfrieden " und " Sündenböcken " im Netz diciembre dolomitenladinischen Sprachatlasses ALD -I, in : Ladinia XXVIII , 201-242 .

- Bauer , Roland . 2005. La classificazione dialettometrica dei basiletti altoitaliani e Ladino rappresentati nell'Atlante linguistico del ladino dolomítico e dei dialetti limítrofes ( ALD - I) , in : Lingue , istituzioni , territorio . Riflessioni teoriche , proposte metodologiche ed esperienze di politica linguistica, guardianes, Cristina et al . ( Hrsg. ) , Roma : Bulzoni , 347-365 .

- Clua , E. , 2004 , " El método dialectomètric : aplicación del análisis multivariante a la clasificación de las variedades del catalán " , en MP Perea ( ed. ) ,  Dialectología y recursos informáticos  , Barcelona , pp. 59-88 .

- Elvira-García, W., Balocco, S., Roseano, P., Fernández-Planas, A. M.. 2018. ProDis: A dialectometric tool for acoustic prosodic data. Speech Communication, 97, 9-18.

- Goebl , Hans  . 1985. Coup de oeil dialectométrique sur las Tableaux phonétiques diciembre patois suizos permanecer , in : Vox románica 44 , 189-233 .

- Goebl , Hans  . 1986. Muster , Struktur und Systeme in der Sprachgeographie . In : Mondo Ladino X , 41-70 .

- Goebl , Hans  . 1987. Encore un golpe de oeil dialectométrique sur las Tableaux phonétiques diciembre patois suizos permanecer ( TPPSR ) . Deux analyses interponctuelles : parquet polygonal te Treilles triangulaire , in : Vox románica 46, 91-125 .

- Goebl , Hans  . 1993. Die dialektale Gliederung Ladiniens aus der Sicht der ladino . Eine Pilotstudie zum Problem der geolinguistischen " Mental Maps " . In : Ladinia XVII , 59-95 .

- Goebl , Hans  . 1994. Spannungsverhältnis in dialektalen Netzen ; ein Hinweis zu disziplinübergreifender Diskussion . In : Computatio linguae II , Ursula Klenk ( Hrsg. ) , 63-83 .

- Goebl , Hans  . 1998. Dialektometrische Beschreibung der Rumania. In : Lexikon der Romanistischen Linguistik ( LRL ) , Holtus , Günter / Metzeltin , Michael / Schmitt , Christian ( Hrsg. ) , Band VII , Tübingen : Niemeyer , 977-1003 .

- Polanco , L , 1992 , " Lengua y dialecto: una aplicación dialectomètrica a la lengua catalana ", en  Miscelánea Sanchis Guarner  , III , Barcelona , pp. 5-28 .

- Saramago , J , 1986 , " Différenciation lexicale ( un essai de dialectométrie appliquée aux Matériaux de la ALE ) ,  Géolinguistique  , 2 , pp.1 -31 .

- Sousa , X , 2006, " Análise dialectométrica das variedades xeolingüística galegas " , In : Y Encontro de estudos dialectológicos . Actas  , M ª . C. Rola Bernardo / H. Mateus Montenegro , Ponta Delgada : Instituto Cultural de Ponta Delgada , pp . 345-362 .